# Jebediáš Springfield
Jebediáš Obadiáš Zachariáš Jedediáš Springfield je fiktivní postava z amerického animovaného seriálu Simpsonovi, zakladatel města Springfield.
Podle legendy Jebediáš Springfield a jeho společník Shelbyville Manhattan vedli skupinu, která opustila Maryland a hledala „Novou Sodomu“ kvůli nesprávnému výkladu Bible, ale jejich cesty se rozešly kvůli politickým neshodám: ačkoli jsou oba muži oddáni cudnosti a abstinenci, Manhattan chtěl lidem umožnit, aby se mohli svobodně ženit se svými sestřenicemi, pokud si to přejí, proti čemuž Springfield ostře vystupoval. Tehdy Manhattan odešel založit konkurenční město Shelbyville a vzal s sebou polovinu osadníků.
Springfield pronesl mnoho zajímavých citátů, z níž nejslavnější je: „Velký duch povětšuje i malého človíčka.“, který se později dokonce stal mottem města Springfieldu a je ve zlatě napsán na Jebediášově soše stojící uprostřed náměstí před budovou radnice.
Springfieldský maraton připomíná událost, při níž běžel přes šest států, aby se vyhnul svým věřitelům. V díle Mluvící hlava Bart setnul hlavu soše v domnění, že se tak stane populárnějším. Ve skutečnosti město propadlo depresi a zlobě a nechalo Barta snášet pocity viny, než sochu opravil. Na tuto epizodu odkazuje několik videoher Simpsonových, například The Simpsons: Bart vs. the Space Mutants, kde hlava sochy slouží jako bonusový předmět, nebo The Simpsons Hit & Run, kde postavy mohou kopnout nebo srazit Jebediášovu hlavu ze sochy.
Mnoho legend o Jebediášovi bylo během vysílání seriálu vyvráceno. Například v díle Mluvící hlava se opakovaně mluví o tom, že Jebediáš zabil medvěda holýma rukama, ale ve zprávách Kent Brockman odhalil, že podle novějších historických důkazů medvěd Jebediáša skutečně zabil. Na výletě do historického města Olde Springfield Towne Bart odhalí další nesrovnalosti v legendě o Jebediášovi, například že bojoval u pevnosti Ticonderoga ve stejný den, kdy se konal první Hadobijecký den; ukázalo se, že Hadobijecký den začal až v roce 1924 jako záminka k bití Irů.
Většina Springfieldova životopisu je odhalena v epizodě 7. řady Líza bortí mýty, v níž Líza Simpsonová odhalí největší tajemství Jebediáše Springfielda: dříve to byl krvelačný pirát Hans Sprungfeld, který se kdysi utkal s Georgem Washingtonem a prohrál poté, co Washington rozdrtil Sprungfeldovy genitálie v jedné ze svých sad železných umělých zubů. Sprungfeld uprchl a v roce 1795 si změnil jméno, aby skryl svou identitu. Byl známý svým „stříbrným jazykem“ (šlo o kovovou protézu jazyka, původní jazyk mu ukousl turecký pirát při rvačce). Než zemřel na záškrt, napsal své přiznání na kousek plátna, který ukryl v pišingru. Tento útržek plátna tvořil „chybějící část“ slavného neúplného portrétu George Washingtona z roku 1796 od Gilberta Stuarta; Sprungfeld ho sebral během rvačky s Washingtonem, k níž došlo, když si Washington nechával portrét namalovat. Líza se rozhodne, že toto tajemství obyvatelům Springfieldu neprozradí, protože vidí, že mýtus o Jebediášovi ve všech probudil to dobré a že pravdivý příběh v nich vyvolá ztrátu naděje a vnitřní morálky.